# Álvaro Brechner
Álvaro Brechner (Montevideo, 9 de abril de 1976) es un director de cine, guionista y productor uruguayo radicado en España. Ha realizado tres largometrajes de ficción: Mal día para pescar, Mr. Kaplan y La noche de 12 años, ganadores de numerosos premios cinematográficos internacionales incluyendo un Premio Goya, y estrenados en festivales tales como el Festival de Cine de Cannes y el Festival Internacional de Cine de Venecia. Sus tres películas fueron preseleccionadas por Uruguay a los Premios Óscar a la mejor película de habla no inglesa y a los Premios Goya. 
También ha realizado varios cortometrajes y documentales y es considerado por la prestigiosa Variety, como "uno de los principales talentos del cine sudamericano más importante de la década". En el año 2022, el Festival Internacional de Cine de Santander le otorgó el Faro de Honor a su trayectoria.
En el año 2023, el Teatro Solís de Montevideo lo invitó a dirigir la ópera Don Giovanni de Wolfgang Amadeus Mozart con libreto de Lorenzo da Ponte bajo la Orquesta Filarmónica del Uruguay. Su estreno fue el 19 de julio bajo un éxito de público y crítica.

## Biografía
Su carrera se inició en la dirección de documentales, realizando varios emitidos en TVE, History Channel y Canal Odisea, entre los que destacan La Ley del ring, Sefarad, Testimonio de una ausencia y Papá, por qué somos del Atleti? sobre el ascenso a la Primera División del Club Atlético de Madrid.
En 2003 escribió, dirigió y produjo el cortometraje The nine mile walk (Trece kilómetros bajo la lluvia). Rodado en blanco y negro, en Toledo, Castilla-La Mancha, el cortometraje está basado en un relato del escritor estadounidense Harry Kemelman, y obtuvo más de 100 selecciones en festivales internacionales, recibiendo varios premios. Más tarde dirigió también los cortometrajes Sofía y Segundo Aniversario, así como varios videoclips, entre los que se encuentran artistas como Jorge Drexler. También ha participado como guionista del largometraje documental One Dollar.
En diciembre de 2015 Brechner fue distinguido por la revista Variety como uno de los 10 talentos emergentes del cine latinoamericano.
En su carrera ha recibido el Premio Goya (2019), el Premios Morosoli (años 2009 y 2014), el Faro de Honor a su carrera (2022) en el Festival Internacional de Cine de Santander y el Premio Nacional de Literatura (Ministerio de Educación y Cultura de Uruguay). 

### Mal día para pescar
En 2009, escribió, produjo y dirigió su ópera prima Mal día para pescar. La película es una coproducción de España y Uruguay, y cuenta con la actuación de Gary Piquer, Jouko Ahola, Antonella Costa y César Troncoso. Inspirada en el cuento Jacob y el otro de Juan Carlos Onetti, la película cuenta la historia de un empresario y un excampeón mundial de lucha libre que se embarca en una larga gira de exhibiciones por distintos pueblos de Sudamérica.
La película fue seleccionada en el Festival de Cannes para la competencia oficial de la 48.ª Semana de la Crítica, compitiendo por la Caméra d'Or. Posteriormente participó en más de 60 festivales internacionales, entre los que destacan el Festival Internacional de Cine de Montreal, el Festival Internacional de Cine de Mar del Plata (Mejor Actor), el Festival de Cine de Varsovia (Free Spirit Award), el Festival Internacional de Cine de Moscú, el Shanghai International Film Festival el Los Angeles Latino Film Festival (Mejor Película Ópera Prima), el Festival de Austin (Mejor Película, Premio del Público), Brooklyn (Mejor Director), el Festival de Pusan, el Festival de Cine de Gijón (Mejor Dirección Artística), Lima (Mejor Guion), el São Paulo International Film Festival, el Festival de Toulouse (Mejor Guion, Mejor Música), Estocolmo, Haifa, Estambul y el Festival Internacional del Nuevo Cine Latinoamericano de La Habana.
En Uruguay, la película fue premiada con el premio Iris (Mejor Película, Director y Actor), y por la asociación de críticos Fipresci con 10 premios: Mejor Película uruguaya, Mejor Película ICAU, Mejor Ópera Prima internacional, Mejor Director, Mejor Actor, Mejor Fotografía, Mejor Arte, Mejor Sonido y Premio Revelación.
En España la película recibió tres nominaciones a los premios CEC del Círculo de Escritores Cinematográficos a Mejor Película, Mejor Guion y Mejor Actor. Además la película fue la representante de Uruguay a los premios Óscar de la Academia, como Mejor Película de habla no inglesa.

### Mr. Kaplan
Después de Mal día para pescar, Brechner volvió con Mr. Kaplan (2014), una comedia dramática en donde un jubilado y su chofer se lanzan a la caza de un posible nazi fugitivo, con el fin de dar sentido a sus vidas. Mr. Kaplan está protagonizada por el actor chileno Héctor Noguera, los uruguayos Néstor Guzzini, Nidia Telles y el alemán Rolf Becker.
La película estuvo en decenas de festivales, obteniendo 7 nominaciones para los Premios Platino 2015 (Mejor Película, Mejor Director, Mejor Guion, Mejor Fotografía, Mejor Arte, Mejor Montaje y Mejor Sonido).
Fue la representante uruguaya a los premios Óscar de la Academia, como Mejor Película de habla no inglesa y obtuvo las nominaciones a Mejor Película Iberoamericana en los Premios Goya 2015 (España), Premios Cinematográficos José María Forqué (España) y el Premio Ariel 2015 (México). En Uruguay recibió los premios por la asociación de críticos Fipresci a Mejor Película, Mejor Director, Mejor Actriz, Mejor Fotografía, Mejor Arte, Mejor Sonido y Mejor Vestuario. El proyecto participó además del TorinoFilmLab obteniendo los premios del público y jurado y del Atelier del Festival de Cannes.

### La noche de 12 años

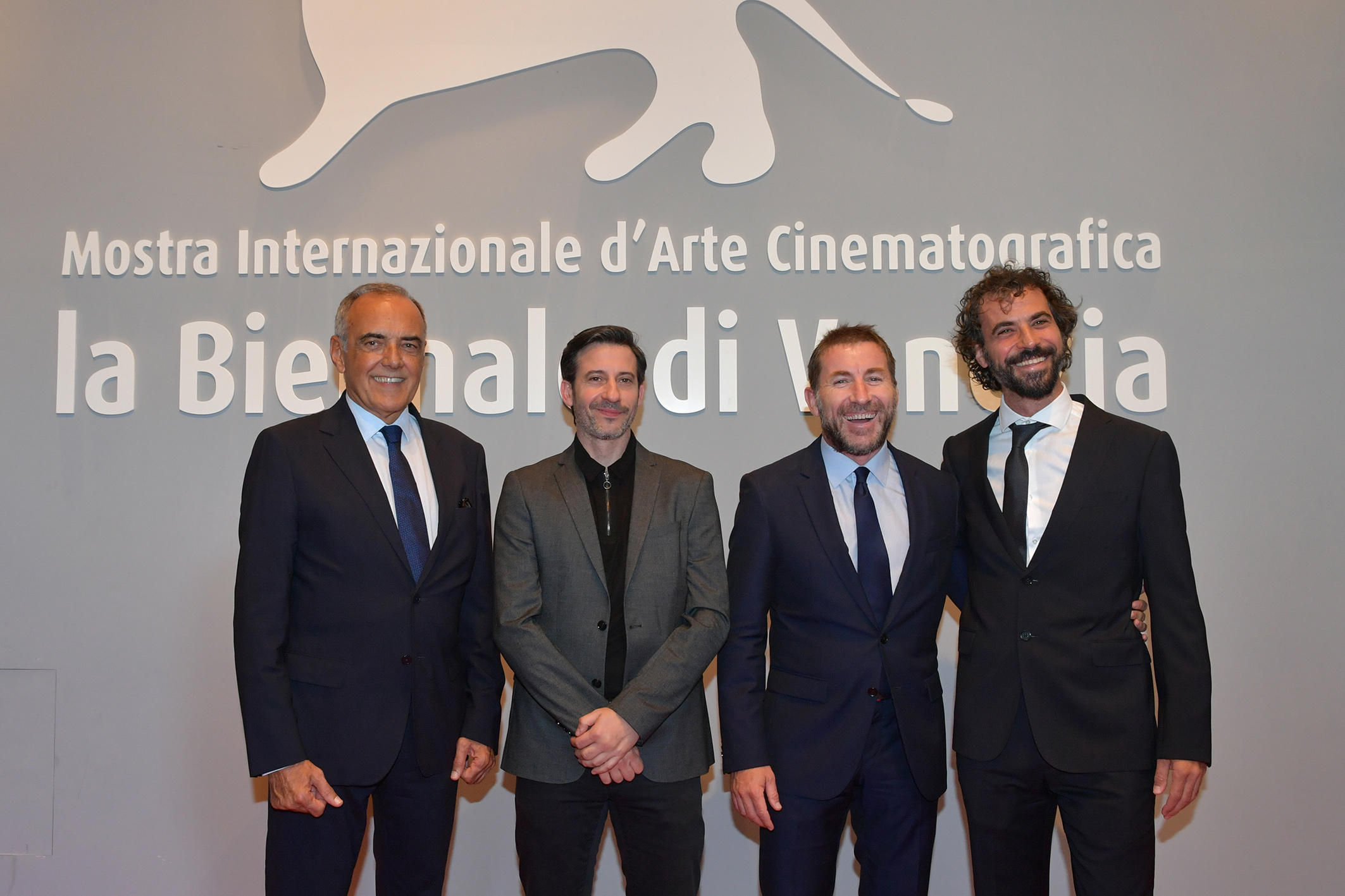
La Noche de 12 años en su estreno en el 75.º Festival de Cine de Venecia.

Su tercer largometraje de ficción se titula La noche de 12 años y fue estrenado en el 75.º Festival Internacional de Cine de Venecia y el Festival Internacional de San Sebastián.
En su elenco cuenta con la participación de los actores Antonio de la Torre, Chino Darín, Alfonso Tort, Soledad Villamil, Silvia Pérez Cruz, César Troncoso y Mirella Pascual.
La película narra los años de encierro y aislamiento que sufrieron tres figuras uruguayas durante la última dictadura cívico-militar en ese país (1973-1985): José "Pepe" Mujica,
Mauricio Rosencof y Eleuterio Fernández Huidobro.
La película es seleccionada como representante uruguaya a los premios Óscar de la Academia, como Mejor Película de habla no inglesa 2019 y a Mejor Película Iberoamericana en los Premios Goya (España) y es nominada a los Premios Cinematográficos José María Forqué a la Mejor Película Latinoamericana. Recibe de la Academia de Cine de Brasil el Gran Premio del Cine Brasileño a Mejor Película Iberoamericana del año, en Argentina el Cóndor de Plata y es finalista para los Premio Ariel en México.
El proyecto fue premiado en los mercados de coproducción del Festival Internacional de Cine de Berlín y el Festival Internacional de Cine de San Sebastián.
Recibe entre otros el Festival Internacional de El Cairo los Premios del Jurado y de la crítica internacional Fipresci a Mejor Película (Golden Pyramide), ocho Premios en el Festival de Cine de Huelva incluyendo el Colón de Oro al Mejor Director y Mejor Actor, cinco premios del público (Festival de Biarritz, Festival de Amiens, Festival de Thessaloniki, Festival de Huelva y Festival de Estambul).

## Debut operístico enDon Giovanni
En 2023, Álvaro Brechner fue invitado a asumir la dirección de la puesta en escena de la ópera Don Giovanni (https://www.colegiosmalaga.com/alvaro-brechner-revive-la-magia-de-don-giovanni-de-mozart-en-una-espectacular-opera/), obra maestra de Wolfgang Amadeus Mozart con libreto de Lorenzo da Ponte, en el Teatro Solís, bajo la Orquesta Filarmónica del Uruguay. Considerada por la crítica operística como “La ópera de todas las óperas”.Don Giovanni se estrenó el 19 de agosto bajo un éxito de público y crítica. Brechner abordó este “drama jocoso” con una perspectiva distópica, incorporando elementos en la puesta en escena bajo un lenguaje contemporáneo, elementos cinematográficos, guiños a Hopper, paletas cupcake, ambientes neofuturistas que recuerdan a Mad Max, Blade Runner y el ciberpunk. El elenco estuvo encabezado por talentos como Verónica Cangemi, Alfonso Mujica, Hernán Iturralde, entre otros.

## Filmografía
2003: The Nine Mile Walk (cortometraje)
2005: Sofía (cortometraje)
2007: Segundo aniversario (cortometraje)
2009: Mal día para pescar
2014: Mr. Kaplan
2018: La noche de 12 años
2022: El presidente (serie de televisión)

## Otros reconocimientos

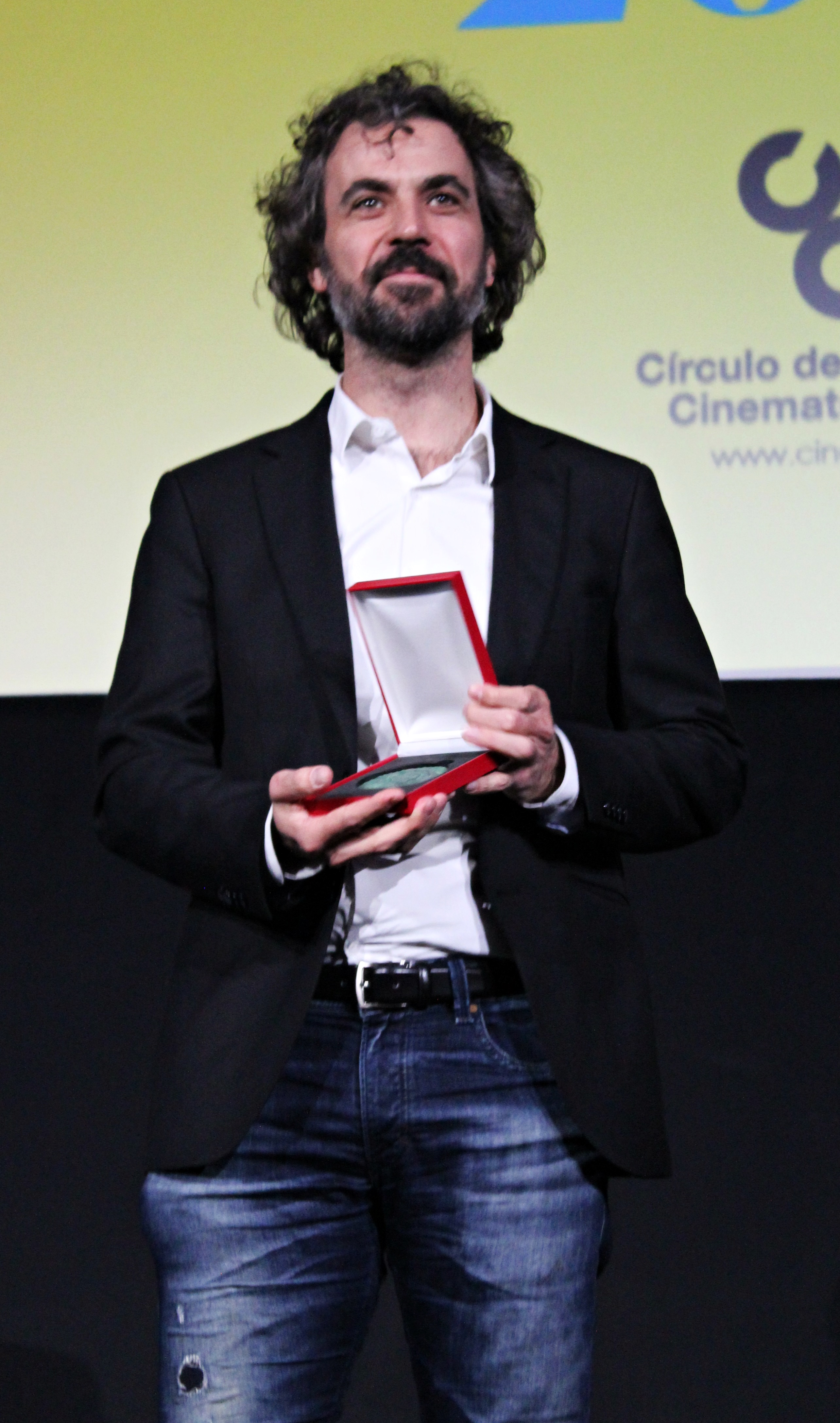
Brechner ganó la Medalla del CEC al mejor guion adaptado por La noche de 12 años.

Premios Goya
| Año  | Categoría                     | Película            | Resultado |
| ---- | ----------------------------- | ------------------- | --------- |
| 2015 | Mejor Película Iberoamericana | Mr. Kaplan          | Nominado  |
| 2019 | Mejor Película Iberoamericana | La noche de 12 años | Nominado  |
| 2019 | Mejor Guion Adaptado          | La noche de 12 años | Ganador   |

Premios Platino del Cine Iberoamericano
| Año  | Categoría                     | Película            | Resultado |
| ---- | ----------------------------- | ------------------- | --------- |
| 2015 | Mejor Película Iberoamericana | Mr. Kaplan          | Nominado  |
| 2015 | Mejor Director                | Mr. Kaplan          | Nominado  |
| 2015 | Mejor Guion                   | Mr. Kaplan          | Nominado  |
| 2019 | Mejor Película Iberoamericana | La noche de 12 años | Nominado  |
| 2019 | Mejor Director                | La noche de 12 años | Nominado  |
| 2019 | Mejor Guion                   | La noche de 12 años | Nominado  |

Medallas del Círculo de Escritores Cinematográficos
| Año  | Categoría            | Película            | Resultado |
| ---- | -------------------- | ------------------- | --------- |
| 2009 | Mejor película       | Mal día para pescar | Nominado  |
| 2009 | Mejor guion adaptado | Mal día para pescar | Nominado  |
| 2018 | Mejor guion adaptado | La noche de 12 años | Ganador   |

Premios Forqué
| Año  | Categoría                     | Película            | Resultado |
| ---- | ----------------------------- | ------------------- | --------- |
| 2014 | Mejor película iberoamericana | Mr. Kaplan          | Nominado  |
| 2019 | Mejor película iberoamericana | La noche de 12 años | Nominado  |

Premios Cóndor de Plata
| Año  | Categoría                     | Película            | Resultado |
| ---- | ----------------------------- | ------------------- | --------- |
| 2019 | Mejor película iberoamericana | La noche de 12 años | Ganador   |

Premios Sur de la Academia de las Artes y Ciencias Cinematográficas de la Argentina
| Año  | Categoría            | Película            | Resultado |
| ---- | -------------------- | ------------------- | --------- |
| 2019 | Mejor película       | La noche de 12 años | Nominado  |
| 2019 | Mejor director       | La noche de 12 años | Nominado  |
| 2019 | Mejor guion adaptado | La noche de 12 años | Ganador   |

Gran Premio del Cine Brasileño de la Academia Brasileña de Cine
| Año  | Categoría                     | Película            | Resultado |
| ---- | ----------------------------- | ------------------- | --------- |
| 2019 | Mejor película iberoamericana | La noche de 12 años | Ganador   |

Festival de Cine Iberoamericano de Huelva
| Año  | Categoría          | Película            | Resultado |
| ---- | ------------------ | ------------------- | --------- |
| 2014 | Mejor guion        | Mr. Kaplan          | Ganador   |
| 2018 | Mejor director     | La noche de 12 años | Ganador   |
| 2018 | Mejor guion        | La noche de 12 años | Ganador   |
| 2018 | Premio del público | La noche de 12 años | Ganador   |

Festival Internacional de Cine de El Cairo
| Año  | Categoría      | Película            | Resultado |
| ---- | -------------- | ------------------- | --------- |
| 2018 | Mejor Película | La noche de 12 años | Ganador   |
| 2018 | Audience Award | La noche de 12 años | Ganador   |

Premio Ariel de la Academia Mexicana de Artes y Ciencias Cinematográficas
| Año  | Categoría                     | Película            | Resultado |
| ---- | ----------------------------- | ------------------- | --------- |
| 2015 | Mejor Película iberoamericana | Mr. Kaplan          | Nominado  |
| 2018 | Mejor Película iberoamericana | La noche de 12 años | Nominado  |

Premios de la Asociación de Críticos de Cine del Uruguay
| Año  | Categoría      | Película            | Resultado |
| ---- | -------------- | ------------------- | --------- |
| 2009 | Mejor Película | Mal día para pescar | Ganador   |
| 2015 | Mejor Director | Mal día para pescar | Ganador   |
| 2015 | Mejor Guion    | Mal día para pescar | Ganador   |
| 2013 | Mejor Película | Mr. Kaplan          | Ganador   |
| 2014 | Mejor Director | Mr. Kaplan          | Ganador   |
| 2018 | Mejor Guion    | Mr. Kaplan          | Ganador   |
| 2019 | Mejor Película | La noche de 12 años | Ganador   |
| 2019 | Mejor Director | La noche de 12 años | Ganador   |

Premios Iris
| Año  | Categoría      | Película            | Resultado |
| ---- | -------------- | ------------------- | --------- |
| 2009 | Mejor Película | Mal día para pescar | Ganador   |
| 2015 | Mejor Director | Mal día para pescar | Ganador   |
| 2015 | Mejor Actor    | Mal día para pescar | Ganador   |